# 高雄道德院
高雄道德院位於臺灣高雄市三民區鼎金里金獅湖畔，建立於1960年，為一座道教太乙真蓮宗的廟宇。

## 沿革
高雄道德院於1960年11月17日落成，其所供奉的太上道祖暨三官大帝金身，源自高雄市大樹區姑婆里天公廟，先至三民區大港保安宮設壇奉祀，再安置於高雄道德院現址。廟宇經幾次整建後，現今的廟宇建築於1984年完工。

## 供奉神明
高雄道德院有前後兩殿，前殿主奉太上道祖、玄天上帝、至聖先師、觀音大士、南斗星君、北斗星君等神明，前殿二樓則是瞻星禮斗，供奉圓明斗姥大天尊。後殿則有臺灣最大的太乙救苦天尊，以及軒轅黃帝、三清道祖等神明。

## 活動
明代湖北省武當山玄天上帝祖庭紫霄宮六百年玄帝神尊蒞臺活動，主辦單位是中華道教玄天上帝弘道協會、新北市道教玄天上帝會、台南市下營上帝廟，並有協辦單位松山慈惠堂、木柵指南宮、高雄道德院、南投玄義宮、玄天上帝研究會。武當玄帝於2014年11月2日駐駕高雄道德院，並於2014年11月3日武當玄帝起駕前往麻豆北極殿普濟寺。